# Paradrallia
Paradrallia är ett släkte av fjärilar. Paradrallia ingår i familjen tandspinnare.
Kladogram enligt Catalogue of Life:
| Paradrallia | \| \| Paradrallia micans \| \| \| \| \| \| Paradrallia punctigera \| \| \| \| \| \| Paradrallia rhodesi \| \| \| \| |
|             | \| \| Paradrallia micans \| \| \| \| \| \| Paradrallia punctigera \| \| \| \| \| \| Paradrallia rhodesi \| \| \| \| |
|             | Paradrallia micans                                                                                                  |
|             | |
|             | Paradrallia punctigera                                                                                              |
|             | |
|             | Paradrallia rhodesi                                                                                                 |
|             | |